# Ilmari Haapala
Ilmari Johannes Haapala, född 22 november 1939 i Ylivieska, är en finländsk geolog.
Haapala avlade filosofie doktorsexamen 1967. Han var 1966–1981 anställd vid Geologiska forskningsanstalten och 1982–2002 professor i geologi och mineralogi vid Helsingfors universitet. Sedan 1985 är han ledamot av Finska Vetenskapsakademien.
Haapala har bedrivit forskning bland annat kring rapakivi och pegmatit; bland arbeten märks dissertationen On the granitic pegmatites in the Peräseinäjoki-Alavus area, South Pohjanmaa, Finland (1966) och verket Petrography and geochemistry of the Eurajoki stock, a rapakivi-granite complex (1977). 